# Ophioscolex inermis
Ophioscolex inermis är en ormstjärneart som beskrevs av Ole Theodor Jensen Mortensen 1933. Ophioscolex inermis ingår i släktet Ophioscolex och familjen skinnormstjärnor. Inga underarter finns listade i Catalogue of Life.